# Barton Turf
Barton Turf  é uma cidade e freguesia no distrito de North Norfolk em Norfolk, Inglaterra, cerca de 14,0 milhas (22,5 km) de Norwich. A paróquia tem uma área de 482 hectares e uma população de 197 pelo censo de 2001

## Transporte
A via principal é a A149, que vai de King's Lynn até Great Yarmouth.

### Aeroporto
O Aeroporto Norwich está localizado 13,5 milhas (21,7 km) sul da povoado e oferece ligações aéreas directas entre o Reino Unido e a Europa.

## Igreja
A igreja de Barton Turf, denominada "São Michael and All Angels ref>Norfolk 1: Norwich and North-East, By Nikolaus Pevsner and Bill Wilson, Barton Turf entry. ISBN 0-300-09607-0.